# Groenverkleurende vezelkop
De groenverkleurende vezelkop (Inocybe aeruginascens) is een schimmel behorend tot de familie Inocybaceae. Hij is een kleine paddenstoel. Hij groeit in vochtige zandgronden. Hij heeft een ectomycorrhiza-relatie met populieren (Populus) en wilgen (Salix). Door sommige bronnen wordt ook linde en eik genoemd.

## Kenmerken

### Uiterlijke kenmerken
hoed
De hoed is meestal minder dan 5 cm in diameter. Het heeft een iets donkerdere stompe umbo en een gekromde rand als hij jong is. De kleur van de hoed varieert van bleekgeel tot lichtgeelbruin, meestal met groenachtige vlekken die verdwijnen als de paddenstoel droogt.
steel
De steel is 2-7 cm lang, 3 tot 8 mm dik en is over de hele lengte even breed, soms wat gezwollen aan de basis. Het is stevig, bleekgrijs en wordt van onder naar boven blauwgroen. De steel is vezelig en is alleen aan de bovenkant berijpt (lijkt bedekt met een fijn poeder).
lamellen
De lamellen zijn talrijk, gekleurd lichtbruin, grijsbruin of tabaksbruin.
vlees
Het vruchtlichaam heeft groenachtige tinten en blauwe plekken waar beschadigd.
geur
De geur is onaangenaam en zeepachtig.

### Microscopische kenmerken
De sporen zijn glad en ellipsvormig, meten 6 tot 9,5 × 4,5 micrometer en vormen een kleibruine sporenprint. Cystidia zijn (sub)fusiform.

## Verspreiding
De groenverkleurende vezelkop komt in Nederland uiterst zeldzaam voor. Hij staat op de rode lijst en is ernstig bedreigd.

## Eetbaarheid
Er bestaat geen toxicologische informatie over Inocybe aeruginascens, maar Drewitz en Babos hebben in 1982 minimaal "23 onbedoelde intoxicaties" gemeld. Onbedoelde consumptie kan te wijten zijn aan de gelijkenis van de weidekringzwam (Marasmius oreades). De symptomen van "intoxicatie" waren hallucinogeen, wat Gartz en Drewitz ertoe bracht om uiteindelijk de eerste bron van psilocybine in een Inocybe-soort te ontdekken. Er zijn geen sterfgevallen bekend die direct verband houden met consumptie, maar eetbaarheid is nog niet definitief.